# ドン・ウィンズロウ
ドン・ウィンズロウ（Don Winslow、1953年10月31日 - ）は、アメリカ合衆国・ニューヨーク出身の小説家。

## 略歴
幼少期には、海軍下士官であった父親に伴い一家で各地の駐屯地を転々とする。自らシナリオを書いたり演じたりする演劇少年であったという。ネブラスカ大学では、より広い世界を見たいとジャーナリズムを専攻する。
37歳で本格的作家としてデビューする以前はさまざまな職業を渡り歩いた。アフリカ史の学士号と軍事史の修士号を持ち、これらの研究に関わる政府関係の調査員にも従事していた。（なお、「一時はポルノ作家として文を書いていたらしい」と紹介されることがあるが、同姓同名の別人との混同による誤解であり、本人はきっぱりと否定したうえで、この点をたびたび質問されるので非常に迷惑との旨を述べている。）
調査員として活動中に大怪我をし、入院中の時間潰しと現実逃避のため自己の体験から構想した探偵ニール・ケアリーの物語が、1991年度アメリカ探偵作家クラブ（MWA）処女長編賞候補作に挙げられ、突如ミステリ界に現れた鬼才としての評価を呼び、以降シリーズ化され作家としてのキャリアを歩む。
1999年以降しばらく筆が途絶えていたが、2005年に久々の大作 "The Power of the Dog"が出版され（日本語訳『犬の力』は2009年発刊）、これまで日本でも全ての作品が翻訳出版されてきたが、これを機に新たなファン層を増やすこととなった。

## 作品リスト
ニール・ケアリー・シリーズ
| # | 邦題                         | 原題                             | 刊行年 | 刊行年月   | 訳者     | レーベル                    |
| - | ---------------------------- | -------------------------------- | ------ | ---------- | -------- | --------------------------- |
| 1 | ストリート・キッズ           | A Cool Breeze on the Underground | 1991年 | 1993年11月 | 東江一紀 | 東京創元社 （創元推理文庫） |
| 2 | 仏陀の鏡への道               | The Trail to Buddha's Mirror     | 1992年 | 1997年3月  | 東江一紀 | 東京創元社 （創元推理文庫） |
| 3 | 高く孤独な道を行け           | Way Down on the High Lonely      | 1993年 | 1999年6月  | 東江一紀 | 東京創元社 （創元推理文庫） |
| 4 | ウォータースライドをのぼれ   | A Long Walk Up the Water Slide   | 1994年 | 2005年7月  | 東江一紀 | 東京創元社 （創元推理文庫） |
| 5 | 砂漠で溺れるわけにはいかない | While Drowning in the Desert     | 1995年 | 2006年8月  | 東江一紀 | 東京創元社 （創元推理文庫） |
犬の力 シリーズ
| # | 邦題         | 原題                 | 刊行年 | 刊行年月  | 訳者     | レーベル                                     | 備考                     |
| - | ------------ | -------------------- | ------ | --------- | -------- | -------------------------------------------- | ------------------------ |
| 1 | 犬の力       | The Power of the Dog | 2005年 | 2009年8月 | 東江一紀 | 角川書店 （角川文庫）                        | （映画化予定：下記参照） |
| 2 | ザ・カルテル | The Cartel           | 2015年 | 2016年4月 | 峯村利哉 | 角川書店 （角川文庫）                        | （映画化予定：下記参照） |
| 3 | ザ・ボーダー | The Border           | 2019年 | 2019年7月 | 田口俊樹 | ハーパーコリンズ・ジャパン （ハーパーBOOKS） | （映画化予定：下記参照） |
ドーン・パトロール シリーズ
| # | 邦題               | 原題                 | 刊行年 | 刊行年月  | 訳者   | レーベル              |
| - | ------------------ | -------------------- | ------ | --------- | ------ | --------------------- |
| 1 | 夜明けのパトロール | The Dawn Patrol      | 2008年 | 2011年7月 | 中山宥 | 角川書店 （角川文庫） |
| 2 | 紳士の黙約         | The Gentlemen's Hour | 2009年 | 2012年9月 | 中山宥 | 角川書店 （角川文庫） |
野蛮な奴ら シリーズ
| # | 邦題                 | 原題              | 刊行年 | 刊行年月  | 訳者     | レーベル              | 備考                 |
| - | -------------------- | ----------------- | ------ | --------- | -------- | --------------------- | -------------------- |
| 1 | 野蛮なやつら         | Savages           | 2010年 | 2012年2月 | 東江一紀 | 角川書店 （角川文庫） | （映画化：下記参照） |
| 2 | キング・オブ・クール | The Kings of Cool | 2012年 | 2013年8月 | 東江一紀 | 角川書店 （角川文庫） |                      |
ダニー・ライアン三部作
| # | 邦題                 | 原題           | 刊行年    | 刊行年月   | 訳者     | レーベル                                     | 備考                     |
| - | -------------------- | -------------- | --------- | ---------- | -------- | -------------------------------------------- | ------------------------ |
| 1 | 業火の市（まち）     | City on Fire   | 2022年4月 | 2022年5月  | 田口俊樹 | ハーパーコリンズ・ジャパン （ハーパーBOOKS） | （映画化予定：下記参照） |
| 2 | 陽炎の市（まち）     | City of Dreams | 2023年5月 | 2023年6月  | 田口俊樹 | ハーパーコリンズ・ジャパン （ハーパーBOOKS） |                          |
| 3 | 終の市（ついのまち） | City in Ruins  | 2024年3月 | ２024年6月 | 田口俊樹 | ハーパーコリンズ・ジャパン （ハーパーBOOKS） |                          |
その他
| # | 邦題                      | 原題                            | 刊行年     | 刊行年月   | 訳者               | レーベル                                     | 備考                                                |
| - | ------------------------- | ------------------------------- | ---------- | ---------- | ------------------ | -------------------------------------------- | --------------------------------------------------- |
| 1 | 歓喜の島                  | Isle of Joy                     | 1996年     | 1999年9月  | 後藤由季子         | 角川書店 （角川文庫）                        |                                                     |
| 2 | ボビーZの気怠く優雅な人生 | The Death and Life of Bobby Z   | 1997年     | 1999年5月  | 東江一紀           | 角川書店 （角川文庫）                        | （映画化：下記参照）                                |
| 3 | カリフォルニアの炎        | California Fire and Life        | 1999年     | 2001年9月  | 東江一紀           | 角川書店 （角川文庫）                        | （映画化予定：下記参照）                            |
| 4 | フランキー・マシーンの冬  | The Winter of Frankie Machine   | 2006年     | 2010年9月  | 東江一紀           | 角川書店 （角川文庫）                        | （映画化予定：下記参照）                            |
| 5 | サトリ                    | Satori                          | 2011年     | 2011年4月  | 黒原敏行           | 早川書房 （ハヤカワ・ノヴェルズ）            | ※ 原書はトレヴェニアン名義 （映画化予定：下記参照） |
| 6 | 報復                      | Vengeance                       | - (2014年) | 2015年12月 | 青木創、国弘喜美代 | 角川書店 （角川文庫）                        |                                                     |
| 7 | 失踪                      | Missing:New York (Frank Decker) | - (2014年) | 2015年12月 | 中山宥             | 角川書店 （角川文庫）                        |                                                     |
| 8 | ダ・フォース              | The Force                       | 2017年6月  | 2018年3月  | 田口俊樹           | ハーパーコリンズ・ジャパン （ハーパーBOOKS） | （映画化予定：下記参照）                            |
| 9 | 壊れた世界の者たちよ      | Broken                          | 2020年4月  | 2020年7月  | 田口俊樹           | ハーパーコリンズ・ジャパン （ハーパーBOOKS） | 中編集                                              |

## 主な受賞・ノミネート歴
- 『ストリート・キッズ』 “A Cool Breeze on the Underground”
  - 1991年度アメリカ探偵作家クラブ・ エドガー賞 処女長編賞ノミネート
  - 1994年度マルタの鷹協会・ファルコン賞受賞（日本）
  - 1995年度「このミステリーがすごい!」第2位（日本）
- 『ボビーZの気怠く優雅な人生』 “The Death and Life of Bobby Z”
  - 1998年度バリー賞　長編賞ノミネート
- 『カリフォルニアの炎』 “California Fire and Life”
  - 2000年度アメリカ私立探偵作家クラブ・シェイマス賞　長編賞受賞
- 『犬の力』 “The Power of the Dog”
  - 2005年度国際推理作家協会北米支部・ハメット賞ノミネート
  - 2006年度バリー賞　長編賞ノミネート
  - 2006年度国際ミステリ愛好家クラブ・マカヴィティ賞　長編賞ノミネート
  - 2009年度日本冒険小説協会大賞受賞
  - 2009年度週刊文春ミステリーベスト10・第2位（日本）
  - 2010年度「このミステリーがすごい!」第1位（日本）
  - 2010年度マルタの鷹協会・ ファルコン賞受賞（日本）
  - 2011年、ドイツ・ミステリ大賞翻訳作品部門第1位
- 『フランキー・マシーンの冬』 “The Winter of Frankie Machine”
  - 2010年度日本冒険小説協会大賞受賞
  - 2011年度マルタの鷹協会・ファルコン賞受賞（日本）
- 『夜明けのパトロール』 “The Dawn Patrol”
  - 2009年度バリー賞　長編賞ノミネート
- 『野蛮なやつら』 “Savages”
  - 2010年度英国推理作家協会・CWA賞イアン・フレミング・スチール・ダガー賞ノミネート
  - 2011年度バリー賞　長編賞ノミネート
  - 2012年度ドイツ・ミステリ大賞翻訳作品部門第2位
- 『失踪』""Missing:New York (Frank Decker)""
  - 2016年度マルタの鷹協会・ファルコン賞受賞（日本）

## 映像化作品

### 映画
- ボビーZ The Death and Life of Bobby Z (2007年)
  - 『ボビーZの気怠く優雅な人生』の映画化。ジョン・ハーツフェルド監督。
- 野蛮なやつら/SAVAGES Savages (2012年)
  - 『野蛮なやつら』の映画化。オリヴァー・ストーン監督。

### その他
- 『フランキー・マシーンの冬』の映画化企画は2006年の出版前からトライベッカ・フィルムと俳優のロバート・デ・ニーロが関心を示し、映画化権をパラマウント・ピクチャーズが取得した。2006年9月にはデ・ニーロの主演を想定して脚本が書かれ、2007年10月には監督にマイケル・マンを起用し、題名も Frankie Machine となることが発表されていた。その後パラマウント・ピクチャーズの手を離れ企画は一時暗礁に乗り上げていたが、2015年8月には監督にウィリアム・フリードキンを迎えてウィンズロウ自身が脚本を担当もしくは共同執筆を手掛けることが判明し、再び映画化へ向け準備が進んでいることがわかった[2]。
- 『サトリ』の映画化企画は2011年当初、ワーナー・ブラザースが獲得したことが報じられた。同作は、レオナルド・ディカプリオ主演作として企画開発される予定で、シェーン・サレルノが脚本を執筆する。ワーナーは『ボーン・アイデンティティ』のようなシリーズ化を狙っているという。その後の進展は不明。
- 『カリフォルニアの炎』映画化企画は2012年当初、映画化されることが報じられた。シェーン・サレルノが、ハッチ・パーカー・エンタテインメントと共同でプロデュースすることが決定。その後の進展は不明。
- 『犬の力』の映画化企画は2013年当初、監督をニコライ・アーセル、脚本をラスムス・ハイスタバーグ、製作をシェーン・サレルノが務めることが発表されていた。しかし2015年6月に続編小説『ザ・カルテル』が刊行されることを受け、ウィンズロウとサレルノは続編も含めた二部作The Cartelとして製作する方針を決定した[3]。第一部は2016年秋、第二部は2018年の公開を予定している。2015年7月には同作を20世紀フォックスが獲得し、監督にリドリー・スコットを、主演にレオナルド・ディカプリオを据える方向で調整に入っていることが明らかになった[4]。2019年に映画ではなく、ドラマシリーズとして製作されることが、リドリー・スコットから発表された。スコット監督は「物語が多すぎる」とコメントした。ドン・ウィンズロウ自身もシェーン・サレルノ、リドリー・スコットと共に製作総指揮を担当する。
- 『ダ・フォース』の映画化企画は2016年に20世紀フォックスが出版前に原作の映画化権を獲得し、2018年にジェームズ・マンゴールドが監督、リドリー・スコットが製作総指揮をすることが発表された。2019年に主人公デニス・マローンをマット・デイモンが演じることが発表され、脚本はデビッド・マメットの草稿をマンゴールド監督が『LOGAN/ローガン』で組んだスコット・フランクと共同でリライトする。
- 『業火の市』はソニー・ピクチャーズ傘下の3000 Picturesで映画化されることが報じられた。続編含む三部作での製作を目指している。オースティン・バトラーが主人公ダニー・ライアンを演じ、自ら製作も兼ねる[5]。また脚本家として『チャレンジャーズ』のジャスティン・クリツケスが雇われたことが報じられた[6]。